# Cosel (Schwepnitz)

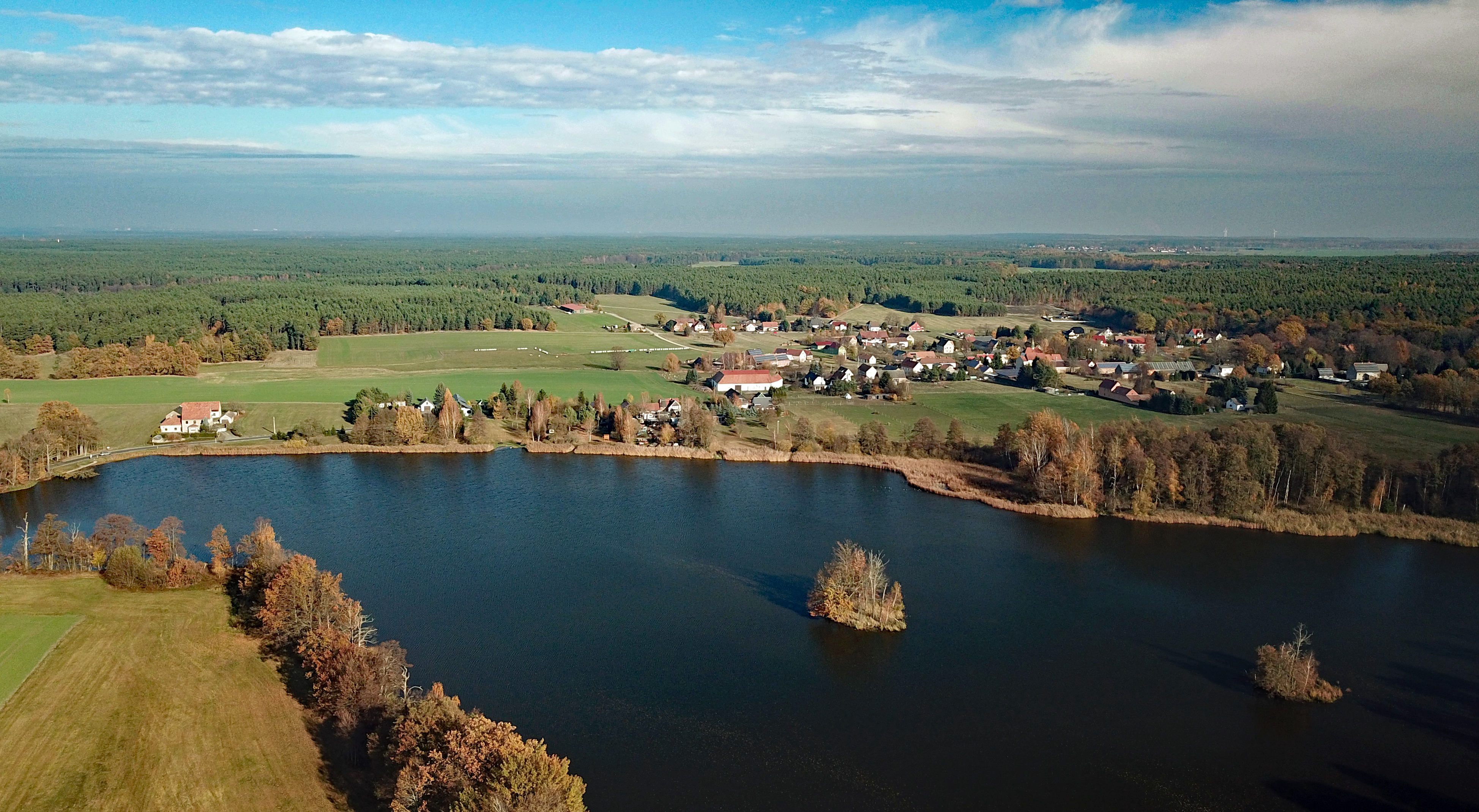
Luftbild

Cosel (obersorbisch Kózły) ist ein Ortsteil der Gemeinde Schwepnitz im Freistaat Sachsen. Das Dorf liegt im Nordwesten des Landkreises Bautzen an der Landesgrenze zu Brandenburg.

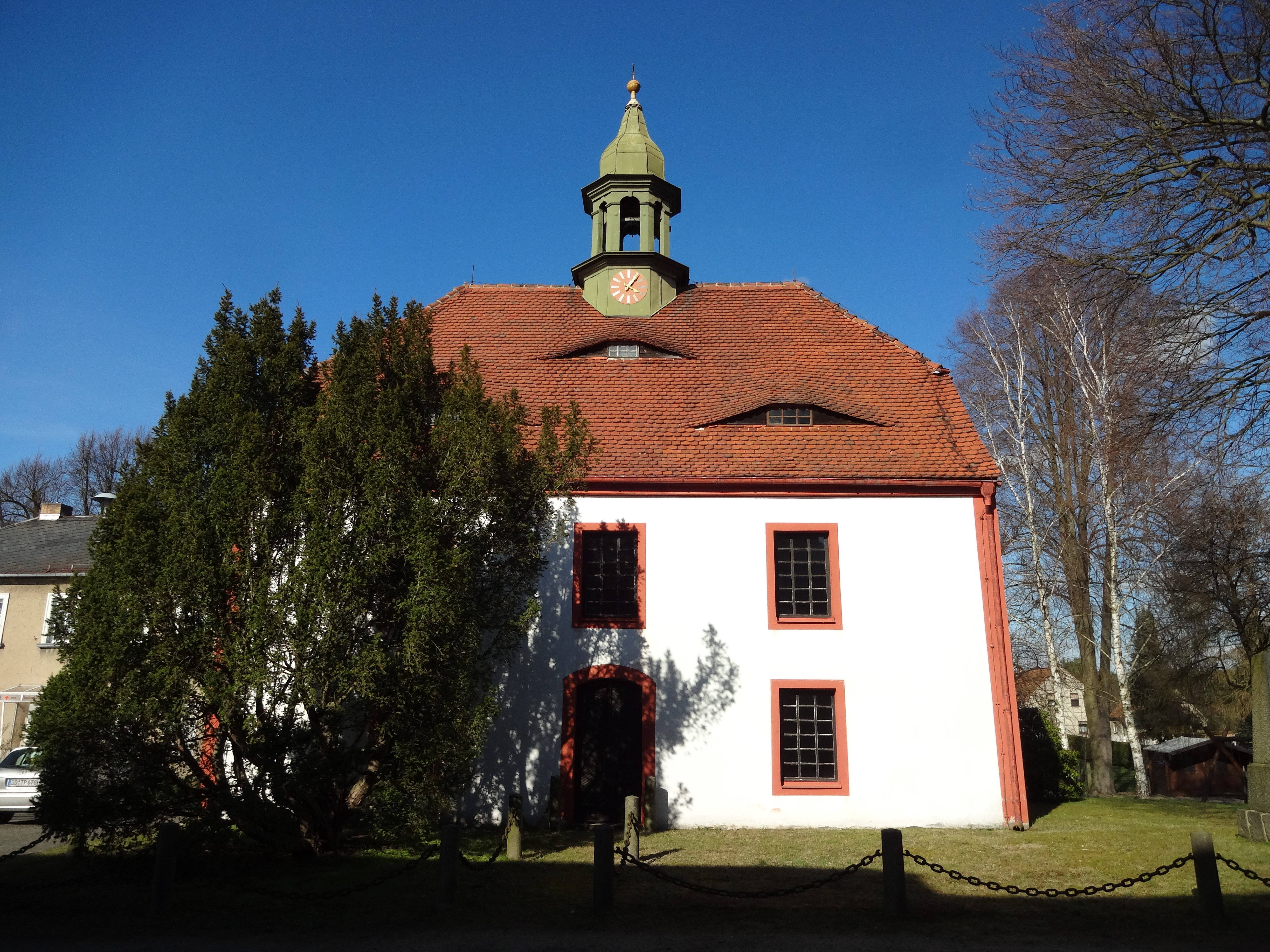
Kapelle St. Margarethen und Nicolaus

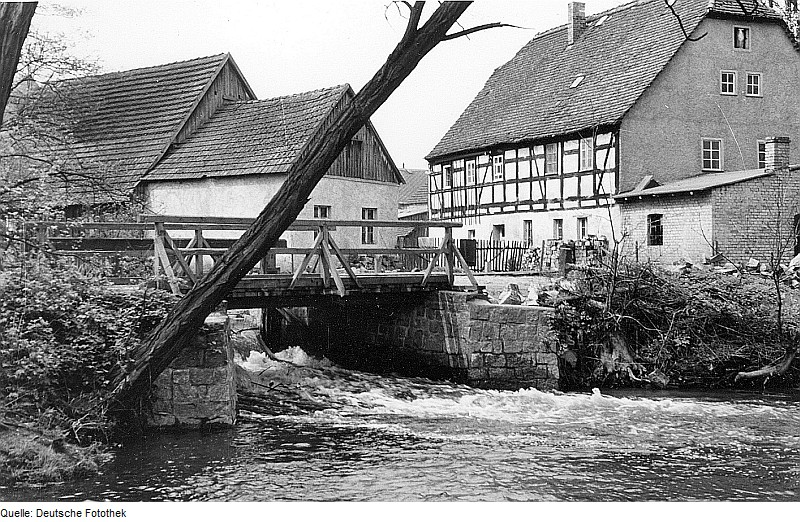
Bollbuckmühle am Saleskbach

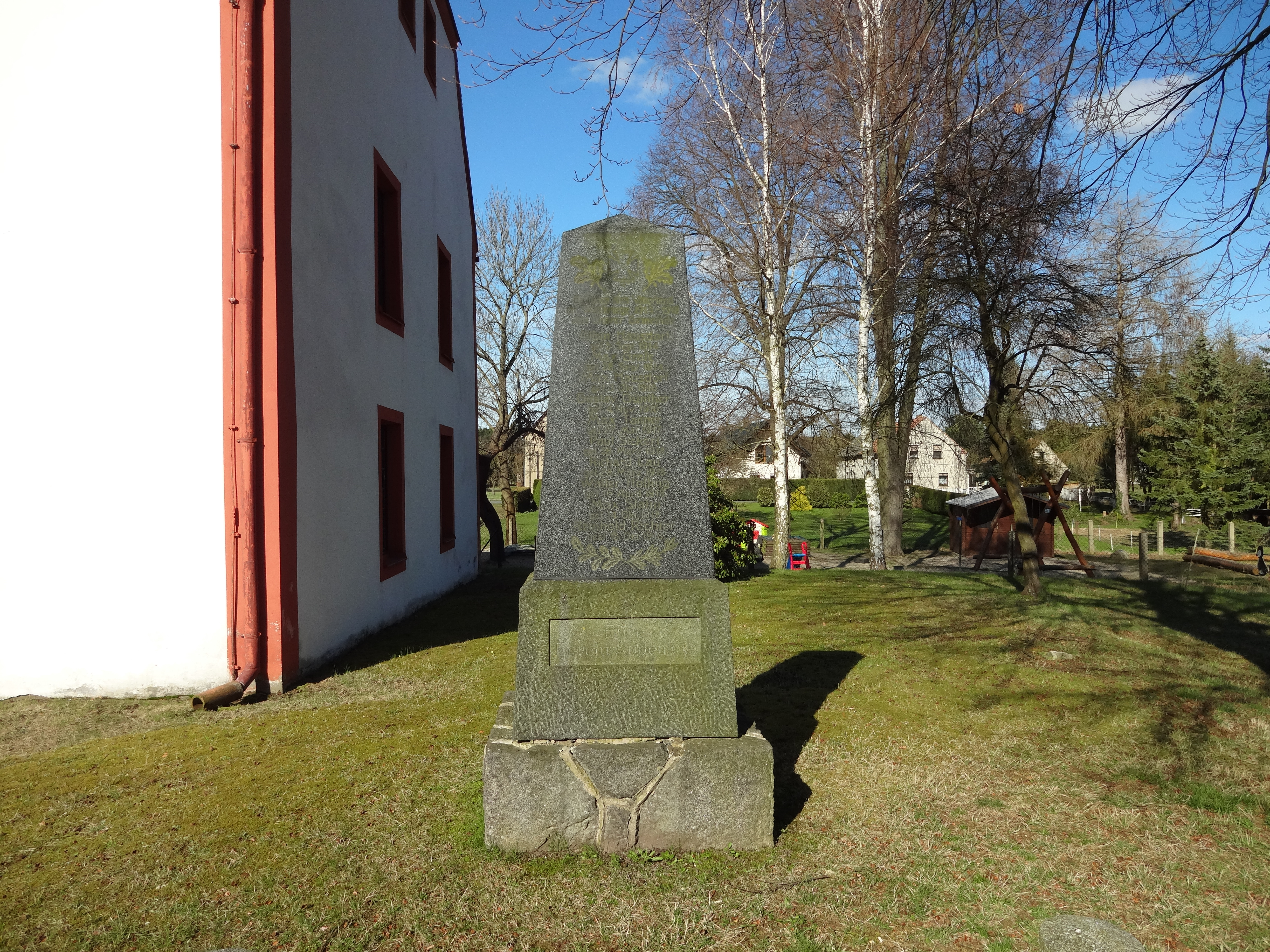
Denkmal für die Gefallenen des Ersten Weltkrieges

## Geographie

### Lage
Cosel liegt zehn Kilometer südöstlich von Ruhland inmitten der Königsbrück-Ruhlander Heiden. Das Platzdorf mit Gelängeflur wird vom Saleskbach durchflossen, in den am südlichen Ortsausgang der Triemiggraben einmündet. Cosel wird im Süden und Westen weiträumig von einer Vielzahl von alten Fischteichen umgeben. Nach Süden hin erstreckt sich entlang des Triemiggrabens eine Teichkaskade (Jungfrauenteich, Herrenteich, Juhrenteich, Wehrigteich), die sich außerhalb der Gemarkung über den Großen Triemigteich bis zu den Schwepnitzer Teichen fortsetzt. Südwestlich und westlich des Dorfes befindet sich das vom Walschkengraben gespeiste Teichgebiet (Walschkenteich, Hofackerteiche, Großteich, Kaschligteich).
Cosel befindet sich in einer flachen Landschaft, aus der sich östlich der Coseler Kiesrücken geringfügig erhebt. Höchster Punkt des Rückens ist der Fuchsberg mit der Olgahöhe (147 m). Südlich erstreckt sich auf dem Gelände des ehemaligen Truppenübungsplatzes Königsbrück die Otterschützer Heide, sie ist heute Teil des Naturschutzgebietes Königsbrücker Heide. Das nördlich an Cosel vorbeifließende Ruhlander Schwarzwasser bildet die Landesgrenze zu Brandenburg, auf brandenburgischem Gebiet erstreckt sich die Grünewalder Heide. Östlich wird Cosel vom Dubraukenwald umgeben.

### Nachbarorte
| Jannowitz, Lipsa            | Guteborn                                    | Hohenbocka, Grünewald, Sella |
| Kroppen, Zeisholz           | Kompassrose, die auf Nachbargemeinden zeigt | Wiednitz, Bernsdorf          |
| (Zochau) †, (Otterschütz) † | Schwepnitz                                  | Grüngräbchen                 |

## Geschichte
An dem von der kursächsisch-böhmischen Grenz- und Zollstation Ruhland durch die Heide nach Kamenz führenden Handelsweg bestand bereits im 14. Jahrhundert ein Festes Haus, genannt die Kosela. Nachdem ein Herr von Ileburg auf Ruhland 1363 von der Stadt Zittau 100 Schock Steuer erhoben hatte, kaufte ihm der böhmische König Karl IV. das Haus Rulant (Kaupenburg) ab. Wenig später führte der Herr von Crynitz Beschwerde beim Lehnsherrn der Lausitzen, Markgraf Jobst von Mähren, dass ihm der Herr von Ileburg die Kosela abgenommen hatte. Nach erfolglosen Aufforderungen zur Rückgabe bat Jobst 1405 die Oberlausitzer Stände um Beistand, die die Kosela schließlich gegen eine Geldzahlung erwarben. Die erste urkundliche Erwähnung des Ortes stammt aus dem Jahr 1406, als der Sechsstädtebund die Kosela niederbrannte, damit sie nicht wieder in gefährliche Hände gelangte.
Ab 1438 besaßen die Herren von Taubenheim das Rittergut Cosel, anfänglich als Afterlehn der Herren von Kamenz. Nach 1455 verkauften sie Cosel und das benachbarte Sella an das Augustinerkloster in Altendresden. Es wird angenommen, dass die Augustiner in Cosel eine hölzerne Weg- oder Wallfahrtskapelle anlegten, bei der sich auch ein Friedhof für fremde Reisende befand. Die früher darin befindlichen gotischen Schnitzfiguren des hl. Nikolaus im Bischofsornat und der hl. Margarethe mit einem Kirchturm im Arm sowie der Altar stammten aus der Zeit um 1520. Der Landvogt der Oberlausitz Karl von Münsterberg entzog dem Kloster beide Güter unter dem Vorwand verweigerter Türkensteuer und verkaufte sie am Sonntag nach Jacobi 1523 für 4500 Mark seinem Schwager Wenzel von Schönburg († 1523) auf Hoyerswerda für dessen minderjährige Söhne Wanke und Georg. Nach einer Klage der Augustiner bei König Ludwig II. wegen des ihnen geschehenen Unrechts musste 1526 der neue Vormund, Karl von Schönburg zu Pirstein und Trautenau, beide Dörfer dem Kloster nochmals förmlich für 3000 Floren abkaufen. Nach Erreichen der Volljährigkeit nannten sich Wanke und Georg, die als Bastarde nicht zur Führung des Namens „von Schönburg“ berechtigt waren, nach ihrem Gut Kosel als „von der Kosel“ und erwarben noch weitere Dörfer in der Umgebung. Nach dem Tod eines der beiden Brüder wurden dessen Söhne Alexander und seine Brüder 1558 mit Cosel, Sella, Zeisholz, Oßling und Lieske belehnt. Heinrich von der Kosel auf Zeisholz verkaufte 1580 seine Güter Zeisholz und Cosel für 10.000 Meißnische Gulden an Christoph von Schellendorff auf Königsbrück und verlegte seinen Sitz nach Dürrhennersdorf.
Nachfolgend war das Rittergut Cosel zumeist mit der Standesherrschaft Königsbrück verbunden, hatte aber zeitweilig auch andere Besitzer. Um 1624 war Heinrich Alexey Besitzer von Cosel, er ließ in jenem Jahr die Kapelle reparieren. Durch den Prager Frieden kam das Rittergut 1635 mit der gesamten Lausitz unter kursächsische Herrschaft. Von den Gläubigern des Caspar von Gersdorff erwarb Otto Rudolph von Bomsdorff 1649 das Rittergut. 1659 verkauften Christian Johann von Schönberg und weitere Gläubiger von Bomsdorffs das Rittergut für 7000 Gulden an Caspar Gotthard von Minckwitz auf Uckro, der zugleich auch von Wolf von Schellendorff auf Königsbrück für 2612 Taler das halbe Dorf Cosel erwarb. Von Minckwitz verkaufte das Rittergut 1671 für 10.000 Gulden an die Ehefrau des Königsbrücker Standesherrn Maximilian von Schellendorff, Johanna Margaretha geborene Gräfin von Friesen. 1726 erbten die Grafen von Friesen nach dem Tode von Johanna Margaretha von Schellendorff zusammen mit der Standesherrschaft Königsbrück auch das Rittergut Cosel, ihnen folgten ab 1773 die Herren von Redern. Mit dem Erbvertrag zwischen den Nachkommen des Sigismund Ehrenreich von Redern wurde Cosel wieder von der Standesherrschaft abgetrennt; Erbe des Rittergutes wurde 1790 der ältere Sohn Wilhelm Jacob, die Standesherrschaft fiel seinem jüngeren Bruder Sigismund Ehrenreich Johann zu. Wilhelm Jacob von Redern verkaufte das Rittergut Cosel am 31. März 1802 für 38.000 Taler an Johann August von Glauch. Zu Okuli 1803 weigerte sich der Schwepnitzer Pfarrer, den Gottesdienst in der einsturzgefährdeten Kapelle zu halten; die sächsische Regierung veranlasste am 3. Oktober 1805 ihren Abriss, in den Jahren 1818–1819 entstand an ihrer Stelle die heutige steinerne Kapelle. Nach dem frühen Tod von Glauchs Sohn August ging das Rittergut 1830 an dessen Schwager, den Chemnitzer Fabrikanten Ernst August Pietsch über. Eingepfarrt war Cosel stets nach Schwepnitz.
Infolge des Wiener Kongresses und der Teilung des Königreiches Sachsen wurde 1815 bei Cosel die sächsisch-preußische Grenzlinie gezogen; sie verlief nördlich des Dorfes entlang des Ruhlander Schwarzwassers sowie im Osten vom Schwarzwasser hinauf bis auf den Fuchsberg. Haupterwerbsquelle der Bewohner war die Land-, Forst- und Teichwirtschaft.

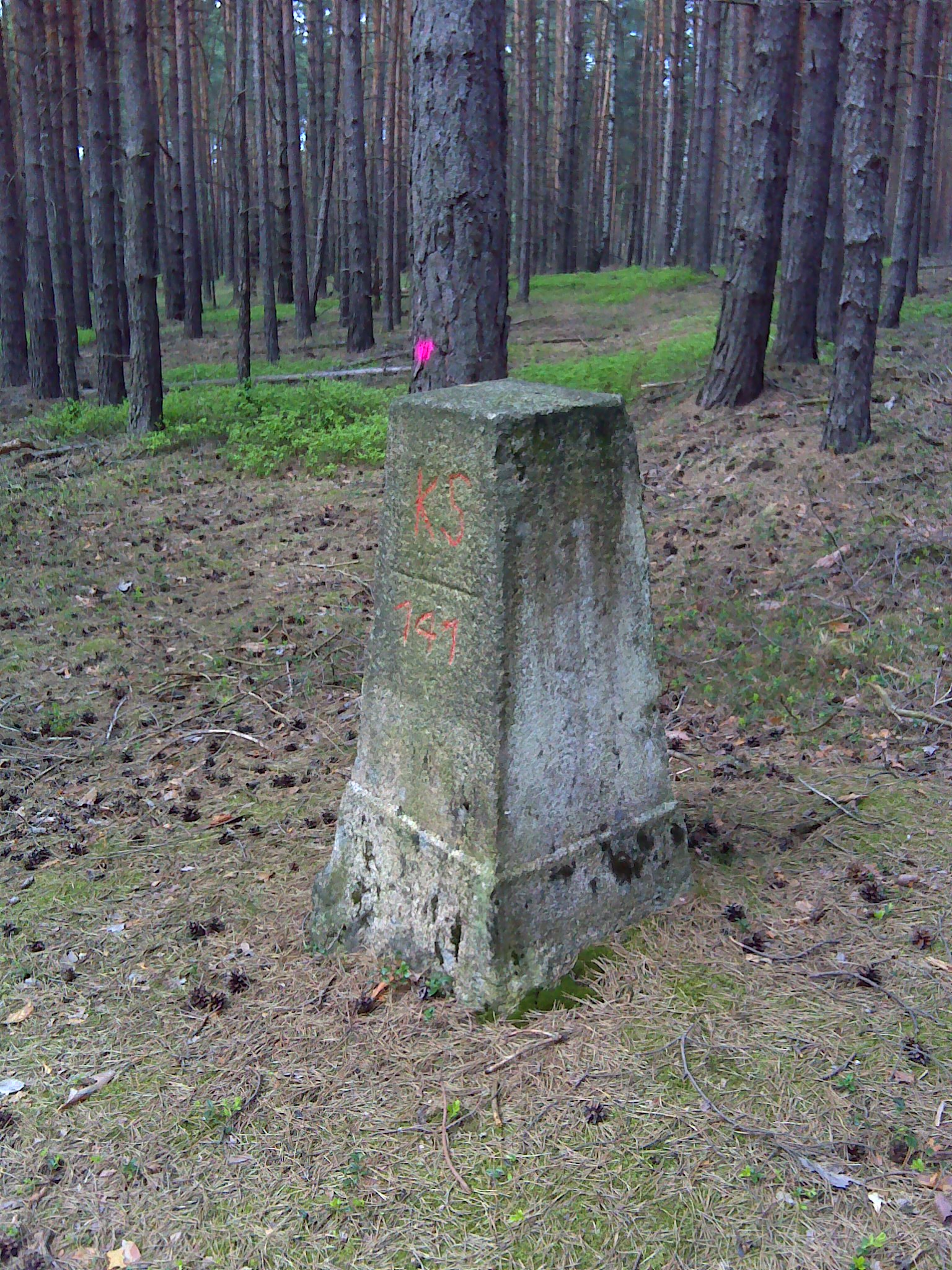
Sächsisch-Preußischer Grenzstein Nr. 141

Verwaltungsmäßig gehörte Cosel 1777 zum Bautzener Kreis und ab 1843 zum Landgerichtsbezirk Bautzen. Mit der Neuordnung der sächsischen Verwaltungsstrukturen wurde Cosel 1856 dem Gerichtsamt Königsbrück und 1875 der Amtshauptmannschaft Kamenz zugeordnet. In den 1870er Jahren erwarb der sächsische Staatsfiskus das Rittergut Cosel.
Zu Beginn des 20. Jahrhunderts boten sich die nur dünn besiedelten Heidegebiete zwischen Zeisholz und Schmorkau wegen ihrer Nähe zur Garnisonsstadt Königsbrück als Standort eines neuen Truppenübungsplatzes für die Sächsische Armee an. Der Truppenübungsplatz Königsbrück wurde 1906 für das XII. (I. Königlich Sächsisches) Armee-Korps formell eingerichtet. Ende 1907 wurden die in der Heide gelegenen Gemeinden Otterschütz, Quosdorf und Zietsch aufgelöst. Nach dem Ende des Zweiten Weltkrieges wurde der Truppenübungsplatz durch die sowjetische Besatzungsmacht in Beschlag genommen und 1947 willkürlich erweitert. Damit wurde auch die südlich von Cosel gelegene Duberau dem Truppenübungsplatz zugeschlagen. Die Sowjetarmee errichtete dort an der nunmehr als Panzerstraße genutzten Landstraße Zeisholz nach Schwepnitz ein militärisches Übungszentrum, das aus dem Zeisholzer Lager, der Offizierssiedlung „Russisches Städtchen“ sowie einem Militärbunker als vorgeschobenem Gefechtsstand für den westlichen Kriegsschauplatz bestand.
1952 wurde die Gemeinde Teil des Kreises Kamenz. 1969 erfolgte die Vereinigung der Gemeinden Cosel und Zeisholz zur Gemeinde Cosel-Zeisholz. 1992 verließen die GSSD-Truppen den Truppenübungsplatz. Seit 1996 ist Cosel ein Ortsteil von Schwepnitz. Seit 2008 gehört das Dorf zum Landkreis Bautzen. Im ehemaligen Schulhaus ist heute der Kindergarten untergebracht.
Nach der Ausweisung des Naturschutzgebietes „Königsbrücker Heide“ wurden das Zeisholzer Lager mit dem Russischen Städtchen und dem Gefechtsstandsbunker in das Besucherkonzept aufgenommen, wobei dem verfallenen Lager und dem Bunker ein hohes Gefahrenpotenzial zugeschrieben wurden. Von Cosel nach Schmorkau entstand ein Radweg, der am Rande des Naturschutzgebietes entlang führt. Die Coseler Teiche einschließlich des umliegenden Feuchtgrünlandes auf Niederungsböden sowie Frischwiesen bilden zusammen mit den Zeisholzer Teichen das 185 ha große FFH-Gebiet „Teichgruppe Cosel – Zeisholz“. Im Oktober 2005 erfolgte der Abriss des Zeisholzer Lagers.

### Ortsname
Der Ortsname ist sorbischen Ursprungs und bedeutet „Ziegenort“, vgl. auch Cosul. Historische Namensformen waren Kosela (1406), Kosele (1455), Koessel, Koesel (1525), Kosell (1540), Kosel (1558), Coßla (1650), Cosel, Koßel (1658) und Cosel b. Königsbrück (1875).

### Bevölkerungsentwicklung
| Jahr | Einwohner                               |
| ---- | --------------------------------------- |
| 1777 | 9 besessene Mann, 7 Gärtner, 12 Häusler |
| 1834 | 199                                     |
| 1871 | 271                                     |
| 1890 | 252                                     |
| 1910 | 242                                     |
| 1925 | 252                                     |
| 1939 | 249                                     |
| 1946 | 282                                     |
| 1950 | 258                                     |
| 1964 | 251                                     |
| 2011 | 161                                     |

## Denkmale
- Kapelle St. Margarethen und Nicolaus, sie wurde 1818–1819 mit Unterstützung des Rittergutsbesitzes Glauch am Standort der 1805 abgerissenen alten Kapelle errichtet. Der wahrscheinlich im 15. Jahrhundert als Weg- oder Wallfahrtskapelle mit einem Friedhof für fremde Reisende erbaute hölzerne Vorgängerbau wurde 1624 auf Veranlassung des Rittergutsbesitzes Alexey letztmals instand gesetzt.
- Bollbuckmühle, sie ist heute in einem baufälligen Zustand
- Sächsisch-Preußische Grenzsteine Nr. 141–144
- Gedenkstein für die Gefallenen des Ersten Weltkrieges